# جامعة القديس يوسف (فيلادلفيا)
جامعة سانت جوزيف هي جامعة يسوعية خاصة في فيلادلفيا ولوار ميريون، بنسلفانيا. تأسست الجامعة من قبل جمعية يسوع في عام 1851 باسم كلية القديس يوسف. سانت جوزيف هي سابع أقدم جامعة يسوعية في الولايات المتحدة وواحدة من 28 مؤسسة عضو في اتحاد الكليات والجامعات اليسوعية. سميت على اسم الأب الشرعي ليسوع، القديس يوسف.
تقوم جامعة سانت جوزيف بتعليم أكثر من 9200 طالب جامعي وخريج ودكتوراه كل عام من خلال مدرسة إيريفان ك. هوب للأعمال وكلية الآداب والعلوم وكلية الدراسات الصحية والتعليم. تقدم الجامعة أكثر من 60 تخصصًا جامعيًا، و53 برنامجًا للدراسات العليا، و28 برنامجًا للدراسة بالخارج، و12 خيارًا للدراسة الخاصة، وبرنامجًا تعاونيًا، وبرنامج درجة مشتركة مع جامعة توماس جيفرسون، وEd.D. في القيادة التربوية. لديها 17 مركزًا ومعهدًا، بما في ذلك مركز كيني لتعليم ودعم التوحد ومركز بيدرو أروبي لأخلاقيات العمل.
فرق ألعاب القوى في سانت جو، الصقور، هي أحد برامج القسم الأول من الرابطة الوطنية لرياضة الجامعات، وتتنافس في مؤتمر أتلانتيك 10 وفيلادلفيا بيج 5. الألوان الرسمية للجامعة قرمزي ورمادي. تميمة المدرسة هي هوك، الذي لا يتوقف أبدًا عن رفرفة أجنحته أثناء ارتدائه للزي.

## الهوية اليسوعية والكاثوليكية

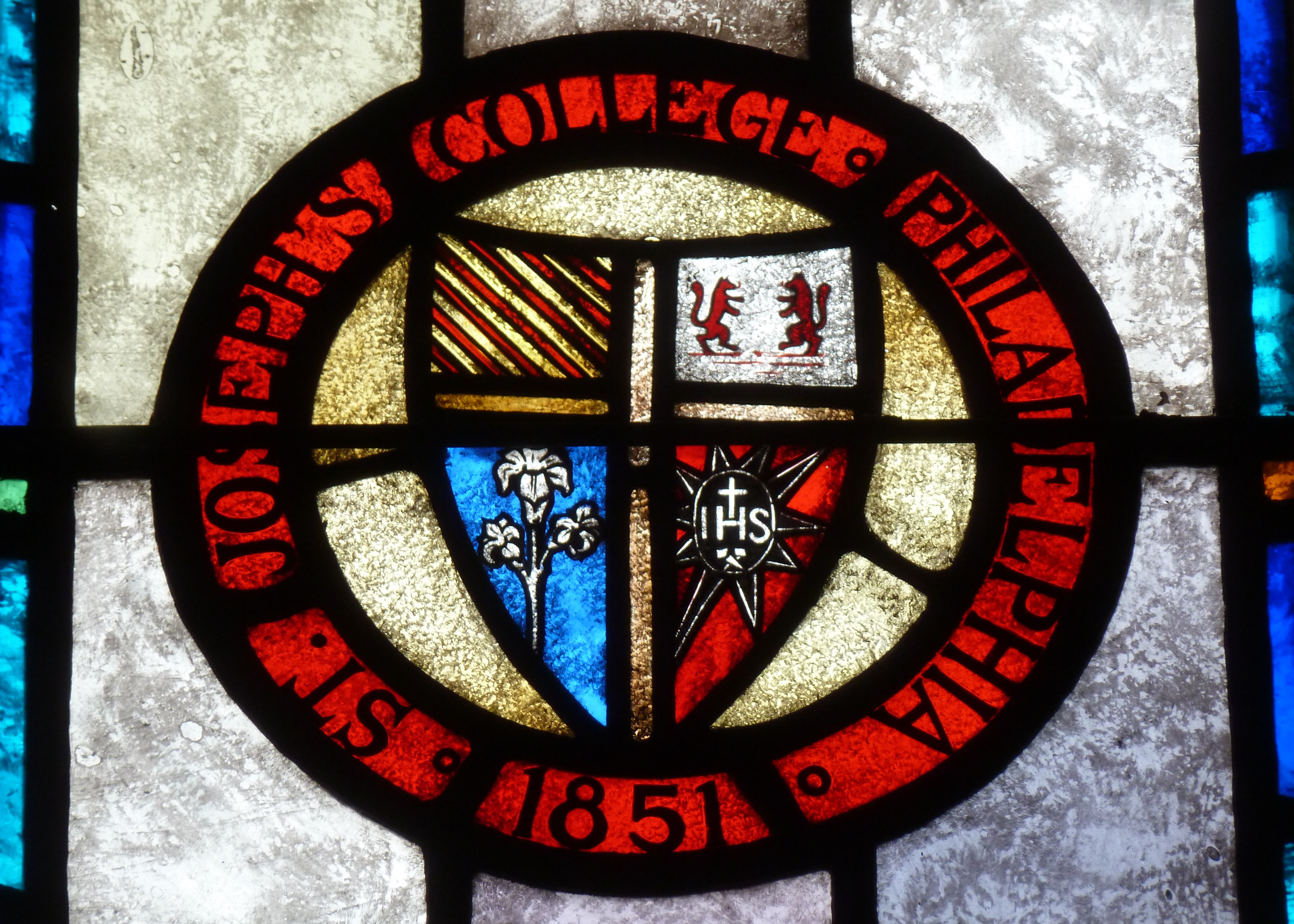
خاتم كلية سانت جوزيف، الجامعة الآن، في مكتبة بيرنز في كلية بوسطن

تستخدم الجامعة هويتها اليسوعية على نطاق واسع في علامتها التجارية. بدأت حملة سحري («الكبرى») في عام 2013 لتسليط الضوء على الالتزام بالحياة «من أجل مجد الله الأعظم» (ديورم داي غلوريام)، شعار مجتمع يسوع.
في 27 سبتمبر 2015، توقف البابا فرانسيس، اليسوعي، في الجامعة خلال زيارته التي استمرت يومين إلى فيلادلفيا.

### ختم
يدل خاتم جامعة القديس يوسف على تاريخها وقيمها. تشترك المؤسسات التعليمية اليسوعية الأخرى في ثلاثة من هذه الرموز. تظهر الذئاب فوق وعاء غلاية كرم عائلة لويولا تجاه الفقراء. تزعم التقاليد أن عائلة لويولا قدمت الكثير من الطعام لجنودهم حتى أن الذئاب كان لديها ما يكفي من الطعام. IHS هي الأحرف الثلاثة الأولى من اسم Jes us باليونانية، والمونوغرام التاريخي لجمعية يسوع. تشير الخطوط إلى أبناء آل لويولا السبعة الذين ماتوا وهم يدافعون عن منزلهم. الزنبق هو الرمز المميز للجامعة، وهو تكريم القديس يوسف شفيع المدرسة. الختم هو تمثيل رسومي لهوية القديس يوسف وهويتها اليسوعية.

### الرؤساء
في 15 أغسطس 2014، أعلن الرئيس سي.كيفين جيليسبي، إس جيه، استقالته اعتبارًا من نهاية يونيو 2015. بدأ البحث الوطني عن الرئيس القادم خلال العام الدراسي 2014-2015، وفي 22 أبريل 2015، أعلن مجلس الأمناء مارك سي ريد، من جامعة فيرفيلد. ريد هو أول رئيس علماني للقديس يوسف.

## أكاديميون
98٪ من أعضاء هيئة التدريس الحاصلين على أعلى الدرجات العلمية الممكنة في مجالاتهم. أكثر من 50٪ من الأساتذة هم أعضاء هيئة تدريس مساعدون (بدوام جزئي).

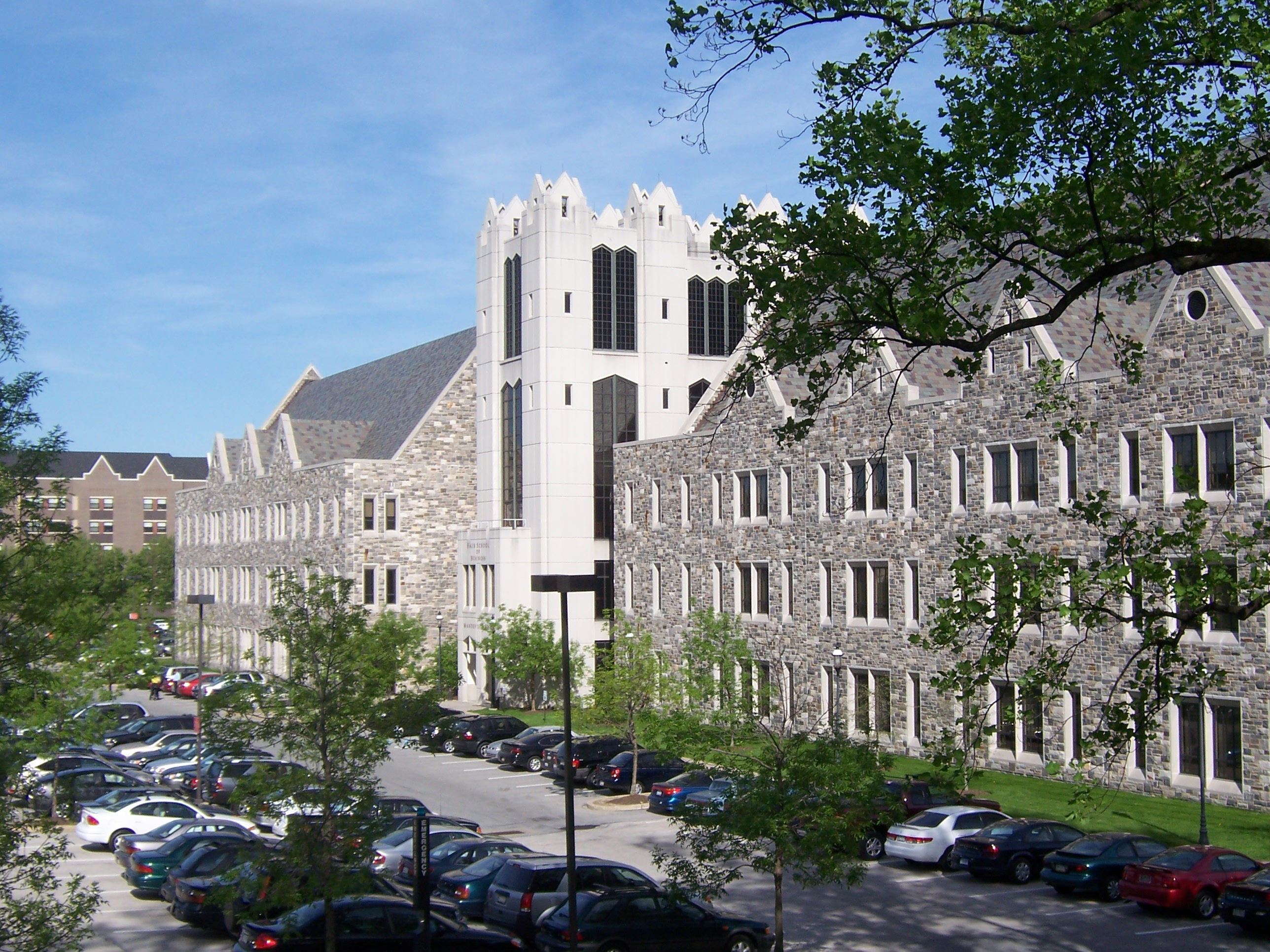
مدرسة هوب للأعمال في ماندفيل هول

### برنامج التكريم
الجامعة لديها برنامج مع مرتبة الشرف الجامعية، ومقرها كلافير هاوس.

## حرم الجامعة

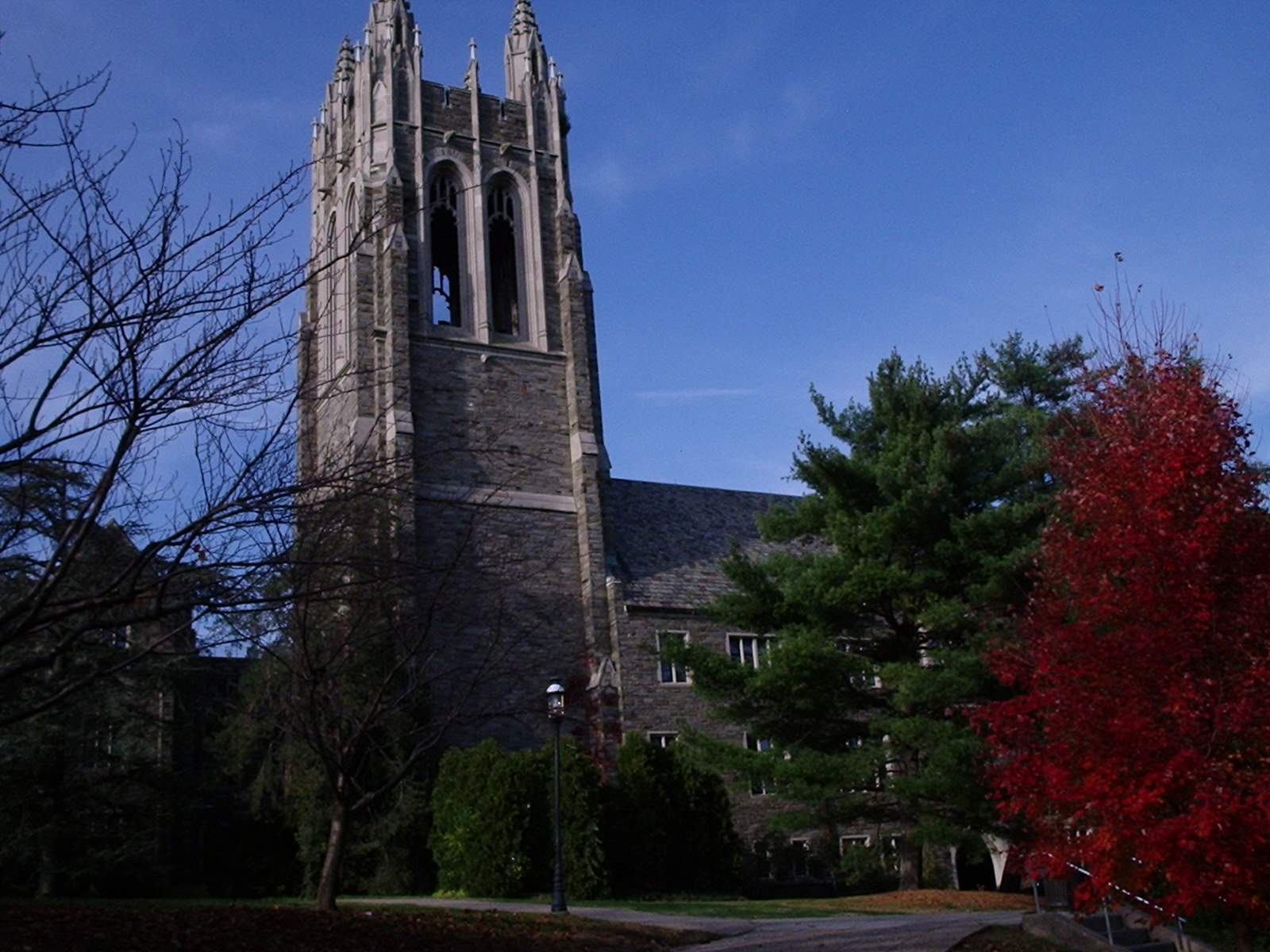
برج باربيلين

يقع حرم جامعة سانت جوزيف، الذي يشار إليه غالبًا باسم هوك هيل، في شارع المدينة، الذي يقسم الجامعة بين الحافة الغربية لفيلادلفيا وبلدة ميريون السفلى. العنوان البريدي الرسمي للجامعة في فيلادلفيا. جسر يمر فوق شارع المدينة يربط بين جانبي الحرم الجامعي. تبلغ 103 أكر (0.42 كـم2) من شارع كاردينال إلى شارع 52 وشارع أوفربروك إلى سيتي أفينيو. تمتلك الجامعة أيضًا العديد من المباني غير الموجودة في الحرم الجامعي الرئيسي. مع الاستحواذ على حرم ماجواير، نصف 114 أكر (0.46 كـم2) على جانب ميريون السفلي من شارع المدينة. إجمالاً، يوجد 92 مبنى في حرم الجامعة.

### الحرم الرئيسي
يقع الحرم الجامعي الرئيسي على جانب فيلادلفيا من شارع المدينة بين كاردينال وأوفربروك أفنيوز، شارع 52، وهو الموقع الأصلي للجامعة عندما انتقلت إلى شارع المدينة في عام 1927. المبنى الأكثر شهرة في سانت جوزيف هو باربيلين صالة، الذي تم افتتاحه في عام 1927. تشتهر القاعة بهندستها المعمارية القوطية، ولا سيما الجرغول الذي يميز ما يسمى باربيلين كوادرانغل (أو باربيلين كورتيارد) وبرج الجرس الطويل ذو الأربعة أعمدة والذي يمكن رؤيته من على بعد أميال. كان برج الجرس الذي يجلس على قمة باربيلين بمثابة شعار الجامعة لعدة سنوات. تم بناء باربيلين صالة بواسطة جون ماكشين الذي استمر لاحقًا في تشييد العديد من المباني في واشنطن العاصمة، مثل بنتاغون ونصب جيفرسون التذكاري.

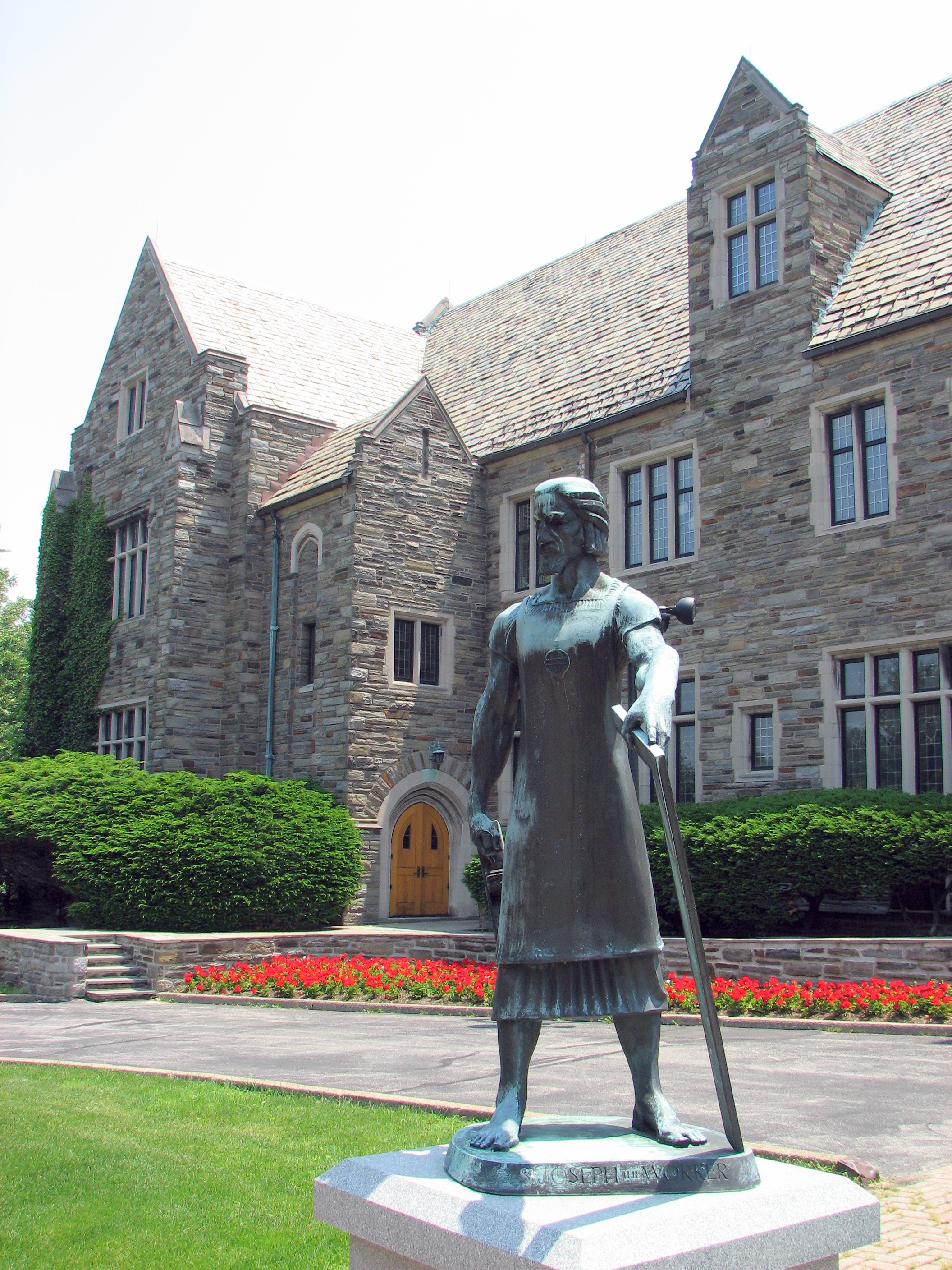
تمثال القديس يوسف

مركز ما بعد الأكاديمية هو المكتبة الرئيسية بالجامعة، نتيجة تجديد مكتبة فرانسيس أ. دريكسيل الأصلية ومشروع توسع يسمى ما بعد التعلم العموم، من 2011 إلى 2013. مكتبة دريكسل وما بعد التعلم العموم متصلان عبر ردهة زجاجية وجسر عبر قلب الحرم الجامعي. يضم مركز ما بعد الأكاديمية حوالي 355000 مجلد، و1450 مجلة مطبوعة، و15000 مجلة إلكترونية كاملة النص، و2800 كتاب إلكتروني، و866000 نموذج مصغر، و4,975 مادة سمعية وبصرية.
في سبتمبر 2012، اشترت الجامعة مقر إقامة الكاردينال المجاور في شارع 54 وكاردينال أفينيو من أبرشية فيلادلفيا.

### حرم أوفربروك الجامعي
يقع حرم أوفربروك على بعد حوالي 1.6 كم من الحرم الجامعي الرئيسي، بالقرب من محطة قطار أوفربروك. هنا أيضًا تمتلك جامعة سانت جوزيف مباني على جانبي سيتي أفينيو. يضم الحرم الجامعي حاليًا ستة مساكن، مخصصة حصريًا لطلاب السنة الثانية، والصغار، وكبار السن. هذه المساكن هي شقق أشوود ووينوود صالة وميريون شقق جاردنز وشقق بينبروك وموريس رباعيه المنازل ومور صالة. يضم الحرم الجامعي أيضًا بيت الخريجين.

### التطورات والخطط الحالية
خلال عرض تقديمي إلى أعضاء هيئة التدريس في أبريل 2013، أعلن الرئيس كيفن جيليسبي، أنه بفضل حملة ماجيس الشعبية، بدأت الجامعة في التوسع، حيث تضم فصلًا جديدًا من طلاب 1300 المسجلين في خريف 2013. بحلول عام 2017، كانت تأمل في تسجيل 6000 طالب جامعي.
تتجه الجامعة إلى المرحلة الأخيرة من خطتها الإستراتيجية، خطة 2020: بوابة المستقبل، التي تركز على زيادة التميز الأكاديمي، وتعزيز المرافق، ونمو الوقف. جمعت الجامعة أكثر من $12.1 مليون وأنشأت 40 منحة دراسية جديدة في إطار مبادرة ماجيس للمنح الدراسية للرئيس غيليسبي.
تشمل مشاريع تحسين الحرم الجامعي الأكبر صالة طعام جديدة ومسرح الصندوق الأسود في حرم ماجواير الجامعي، وتوسيع قاعة ماندفيل حاليًا بسبب مخاوف التمويل.

## الحياة الطلابية

### التركيبة السكانية
يأتي طلاب سانت جوزيف البالغ عددهم 8860 طالبًا من جميع أنحاء الولايات المتحدة، ومعظمهم من الشمال الشرقي، بما في ذلك ولاية بنسلفانيا.
|                                         | الجامعية | احترافي | تعداد الولايات المتحدة 2010 |
| --------------------------------------- | -------- | ------- | --------------------------- |
| الهنود الحمر / سكان ألاسكا الأصليين     | .01٪     | .02٪    | .9٪                         |
| آسيا                                    | 2.2٪     | 1.2٪    | 4.8٪                        |
| أسود / أمريكي من أصل أفريقي             | 2.9٪     | 39.2٪   | 12.6٪                       |
| ذوي الأصول الأسبانية من أي عرق          | 4.7٪     | 5.5٪    | 16.4٪                       |
| جزر المحيط الهادئ / سكان هاواي الأصليون | .01٪     | .02٪    | .5٪                         |
| أبيض / غير اسباني                       | 85.3٪    | 40.9٪   | 63.7٪                       |
| اثنان أو كثير أجناس                     | 1.4٪     | 1.1٪    | 2.9٪                        |
| مجهول                                   | 1.9٪     | 10.3٪   | غير متاح                    |

نسبة الطلاب 51.5٪ إناث مقابل 48.5٪ ذكور.

### القبول
تعتبر جامعة القديس يوسف انتقائية من خلال معدل القبول فيها. معدل القبول الإجمالي هو 58.3٪، مع قبول الإجراء المبكر عند 68.4٪. متوسط معدل استبقاء الطلاب الجدد هو 88.3٪.
من دفعة 2013، كان 94 ٪ إما موظفين أو يتابعون دراسات عليا أو يشاركون في برامج تطوعية بدوام كامل في غضون ستة أشهر من التخرج. كان متوسط الراتب الابتدائي 48,400 دولارًا أمريكيًا لفئة عام 2013، في حين أن متوسط راتب طالب الدراسات العليا من دفعة 2013 حصل على 13,600 دولار أمريكي في المنح الدراسية.
بدءًا من دفعة خريجي المدارس الثانوية لعام 2014، تعد جامعة سانت جوزيف اختبارًا اختياريًا. هذا يعني أنه لا يتطلب من المتقدمين تقديم درجات اختبار سات أو ACT، على الرغم من أنه قد يختار المتقدمون إرسال هذه الدرجات. برنامج الجامعة عبارة عن برنامج اختبار مدته 4 سنوات، وسيتم إعادة تقييمه في عام 2017.
في صيف عام 2014، ناقش جون هالر، العميد المشارك لإدارة التسجيل في سانت جوزيف، التقدم المحرز في برنامج سات الاختياري. بالنسبة لفئة 2018، زادت الطلبات بنسبة 8 في المائة لتصل إلى 8500. اختار حوالي 18 بالمائة من هؤلاء المتقدمين عدم تقديم درجات الاختبار. من فصل الخريف القادم لعام 2014 من 1350 طالبًا، تم قبول واحد من كل خمسة دون تقديم درجات الاختبار. أشار هالر أيضًا إلى أن متوسط المعدل التراكمي للفصل كان مطابقًا لفئة العام السابق.

### المنظمات
يوجد في سانت جوزيف 100 منظمة طلابية. لديها 20 برنامجًا رياضيًا من شعبة NCAA 1 و 30 ناديًا ورياضات جماعية وبرامج لياقة بدنية. وهي تتنافس في الكلاسيكيات الخارجية في مدينة فيلادلفيا 6. فريق هوكي الجليد للسيدات هو رياضة نوادي في سانت جوزيف، ولكن تم الاعتراف به من قبل مؤتمر ديلاوير فالي كلية (DVCHC) كرياضة من القسم الثالث. تشمل المنظمات الأخويات والجمعيات النسائية الوطنية؛ محطة راديو صحيفتان، وهوك؛ مجلس اتحاد الطلاب؛ مجلس الشيوخ؛ ولجنة الحفل الطلابي.

### المنشورات ووسائل الإعلام
تنشر جامعة القديس يوسف مجلة الخريجين الرسمية جامعة سانت جوزيف ثلاث مرات في السنة. يتم نشر المجلات المستقلة مرة واحدة في العام لكل من هاب كلية إدارة الأعمال (هاب School Review) وكلية الآداب والعلوم (الفكر). وتصدر صحيفة «هوك» الطلابية بالجامعة أسبوعيا خلال فصلي الخريف والربيع. الطلاب الذين يأخذون فصلًا يسمى التقارير الإخبارية هم كتاب الصقور وأيضًا أعضاء النادي هم كتاب. يتم تشغيل هوك بالكامل من قبل الطلاب بمساعدة الأساتذة. هذا نادٍ وفصل يؤهلك لمهارات الصحافة والتحرير في المستقبل. تعرض مجلة قرمزي والرمادي مجلة أدبية أفضل ما في الخيال الطلابي والشعر والأعمال الفنية في إصدار سنوي. يمكن للطلاب وأعضاء هيئة التدريس تنزيل المجلة مجانًا (من موقع المؤسسة على الويب) أو اختيار واحدة من مواقع محددة في جميع أنحاء الحرم الجامعي. تحتوي مكتبة دريكسيل على رسالة إخبارية تسمى خطوط المكتبة. تطبع مطبعة جامعة القديس يوسف الكتب والمقالات التي كتبها أعضاء هيئة التدريس وغيرهم من المؤلفين.

### راديو 1851
راديو 1851 هو محطة إذاعية يديرها الطلاب في جامعة سانت جوزيف ويلعب مجموعة متنوعة من الأنواع، بما في ذلك موسيقى الروك المستقلة والراب / الهيب هوب والكانتري والرقص الكهربائي. بدأت المحطة في عام 1922 باسم WSJR، أول محطة إذاعية جامعية تبث على AM، وانتقلت إلى FM في الثمانينيات.

### الحياة اليونانية
تعترف جامعة سانت جوزيف بثماني منظمات يونانية اجتماعية ومنظمتين يونانيتين مختلطتين ومهنيتين. ما يقرب من 21 ٪ من الطلاب الجامعيين ينتمون إلى الأخوة الاجتماعية أو نادي نسائي.

#### الأخويات الاجتماعية النشطة
| الأخوة الوطنية    | الحروف اليونانية | الفصل         | افتتح          |
| ----------------- | ---------------- | ------------- | -------------- |
| لامدا تشي ألفا    | ΛΧΑ              | فاي لامدا     | 29 مايو 1978   |
| سيجما باي         | ΣΠ               | ثيتا تشي      | 14 أبريل 2007  |
| سيجما فاي إبسيلون | ΣΦΕ              | بنسلفانيا بسي | 12 نوفمبر 1988 |

#### الجمعيات النسائية الاجتماعية
| نادي نسائي وطني   | الحروف اليونانية | الفصل      | افتتح          |
| ----------------- | ---------------- | ---------- | -------------- |
| دلتا جاما         | ΑΓΔ              | زيتا بي    | 7 فبراير 1987  |
| ألفا أوميكرون بي  | ΑΟΠ              | سيجما بيتا | 5 فبراير 2005  |
| سيجما سيجما سيجما | ΣΣΣ              | دلتا بسي   | 18 نوفمبر 1983 |
| ألفا فاي          | ΑΦ               | ثيتا ثيتا  | 10 أكتوبر 1992 |
| فاي سيجما سيجما   | ΦΣΣ              | ايوتا رو   | خريف 2013      |

لم يتم إغلاق أي نادي نسائي أو خامل.

#### الأخويات المهنية والفخرية
| الأخوة الوطنية | الحروف اليونانية | الفصل      | افتتح          | ركز   | ملحوظات                                                |
| -------------- | ---------------- | ---------- | -------------- | ----- | ------------------------------------------------------ |
| دلتا سيجما بي  | ΔΣΠ              | زيتا بي    | 1965           | اعمال | تم إغلاق هذا الفصل في عام 1982 وأعيد فتحه في عام 2003. |
| فاي سيجما بي   | ΦΣΠ              | زيتا إيوتا | 17 أبريل 2011  | شرف   |                                                        |
| ألفا كابا بسي  | ΑΚΨ              | دلتا تشي   | 28 أكتوبر 2017 | اعمال |                                                        |

## التميمة هوك
يعد صقر القديس يوسف أحد أشهر التميمة في الرياضات الجامعية، وهو يرفرف بجناحيه منذ أكثر من 50 عامًا. ابتكر جيم برينان فكرة أن يكون الصقر تعويذة خلال موسم 1954-1955. أراد برينان، وهو مشجع سابق في مشاة البحرية وجامعة جامعة سانت جوزيف، في البداية تأمين صقر حقيقي، لكنه تحول لاحقًا إلى فكرة الأزياء. جمعت الحكومة الطلابية مبلغ 120 دولارًا اللازم لشراء الزي الأولي، والذي ارتداه برينان لمدة ثلاث سنوات. ظهر لأول مرة باسم هوك في 4 يناير 1956، في فوز 69-56 على جامعة لا سال في باليسترا.
تشتهر ذا هوك بالبقاء في حركة مستمرة من خلال رفرفة أجنحتها في كل مباراة كرة سلة، ولتمثيلها شعار القديس يوسف، «الصقر لن يموت أبدًا». يتم التعرف عليه أيضًا من خلال «الطيران» في الشكل الثامن حول المحكمة أثناء المهلات.

### كرة السلة للرجال
المنافس الرئيسي للقديس جوزيف هو جامعة فيلانوفا. يُعرف التنافس باسم الحرب المقدسة، على الرغم من أنه ابتداءً من عام 2013 طلبت كلتا المدرستين من وسائل الإعلام الامتناع عن استخدام المصطلح.
غالبًا ما يهتف معجبو الصقور «الصقر لن يموت أبدًا!». منذ الموسم العادي غير المهزوم للمدرسة، اكتسب هذا الهتاف ألفة مع خصوم الفريق. في عام 2003، أدرجت سبورتس إليسترايتد هذا البهجة ضمن «100 شيء يجب عليك القيام بها قبل التخرج (مهما كانت التكلفة)»، واصفة إياها بأنها «أكثر البهجة تحديًا في الرياضات الجامعية.» 

### المرافق الرياضية

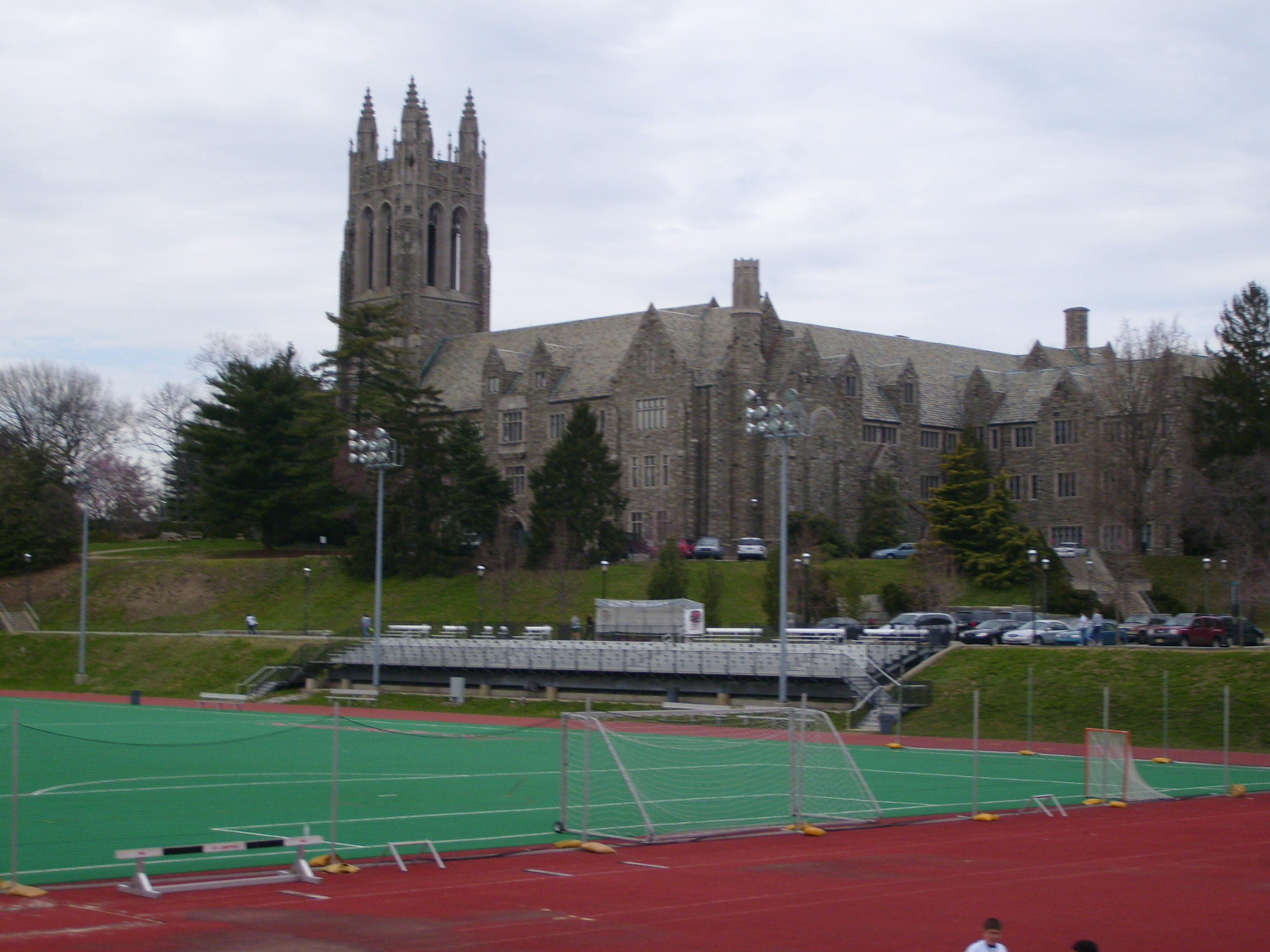
باربلين هول وفينيسي فيلد

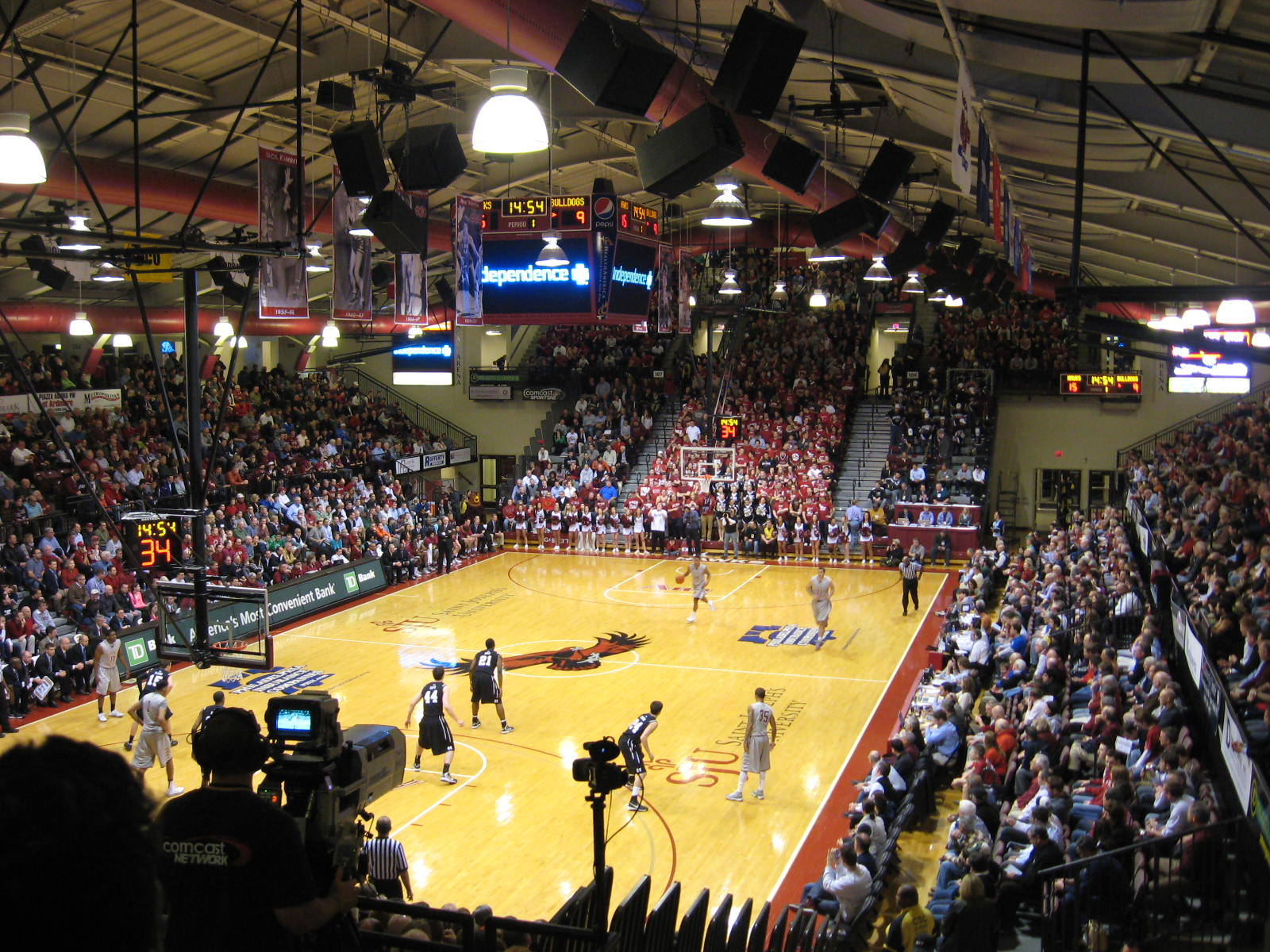
هاجان ارينا

- مايكل J. هاجان الساحة: المنزل في الحرم الجامعي من فرق كرة السلة صقور كان اسمه في الأصل خريجي التذكارية فيلدهاوس للخريجين القديس يوسف الذين ضحوا بحياتهم في الحرب العالمية الثانية. تم تخصيص المبنى رسميًا في 11 نوفمبر 1949، وبعد أسبوعين استضاف أول مباراة لكرة السلة، حيث خسر 62-46 أمام رود آيلاند في 26 نوفمبر. بعد تلك النكسة الأولية، ستواصل جامعة سانت جوزيف الفوز في 23 مباراة قادمة في الحدود الودية في فيلدهاوس. بشكل عام، جمعت الصقور رقمًا قياسيًا مثيرًا للإعجاب 305–76 (نسبة فوز 80.0) على هوك هيل. من بين أبرز مزايا ملعب هوكس في ملعبه، 34 مباراة متتالية من أواخر الخمسينيات إلى أوائل الستينيات، وسجل 11-0 في 2000-01، وعلامة 11-0 التي لم يهزم فيها فريق هوكس. تشغيل في 2003-2004. أخيرًا، كان لدى جامعة سانت جوزيف سجلان خاسران فقط في فيلدهاوس على مدار 57 موسمًا. كان فيلدهاوس يستوعب 3200 مشجع لكن الساحة تتسع لـ 4200 متفرج. مارتن لوثر كينغ جونيور، تحدث في فيلدهاوس في الستينيات.[36]

## الخريجين
اعتبارًا من 2008 هناك أكثر من 60,000 من الخريجين الأحياء للقديس يوسف الذين يعيشون في جميع الولايات 50 وفي 59 بلدا.

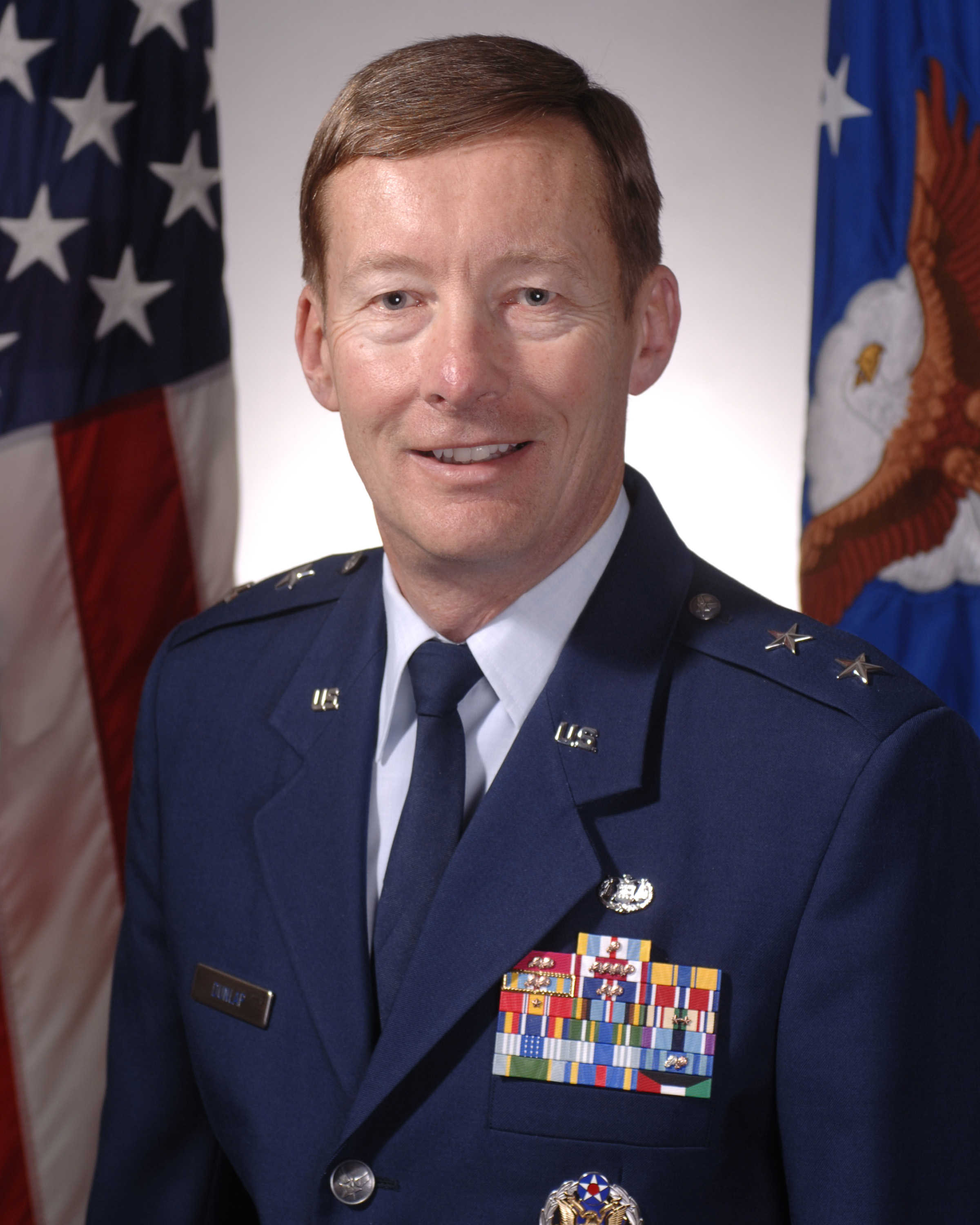
تشارلز ج. دنلاب الابن.
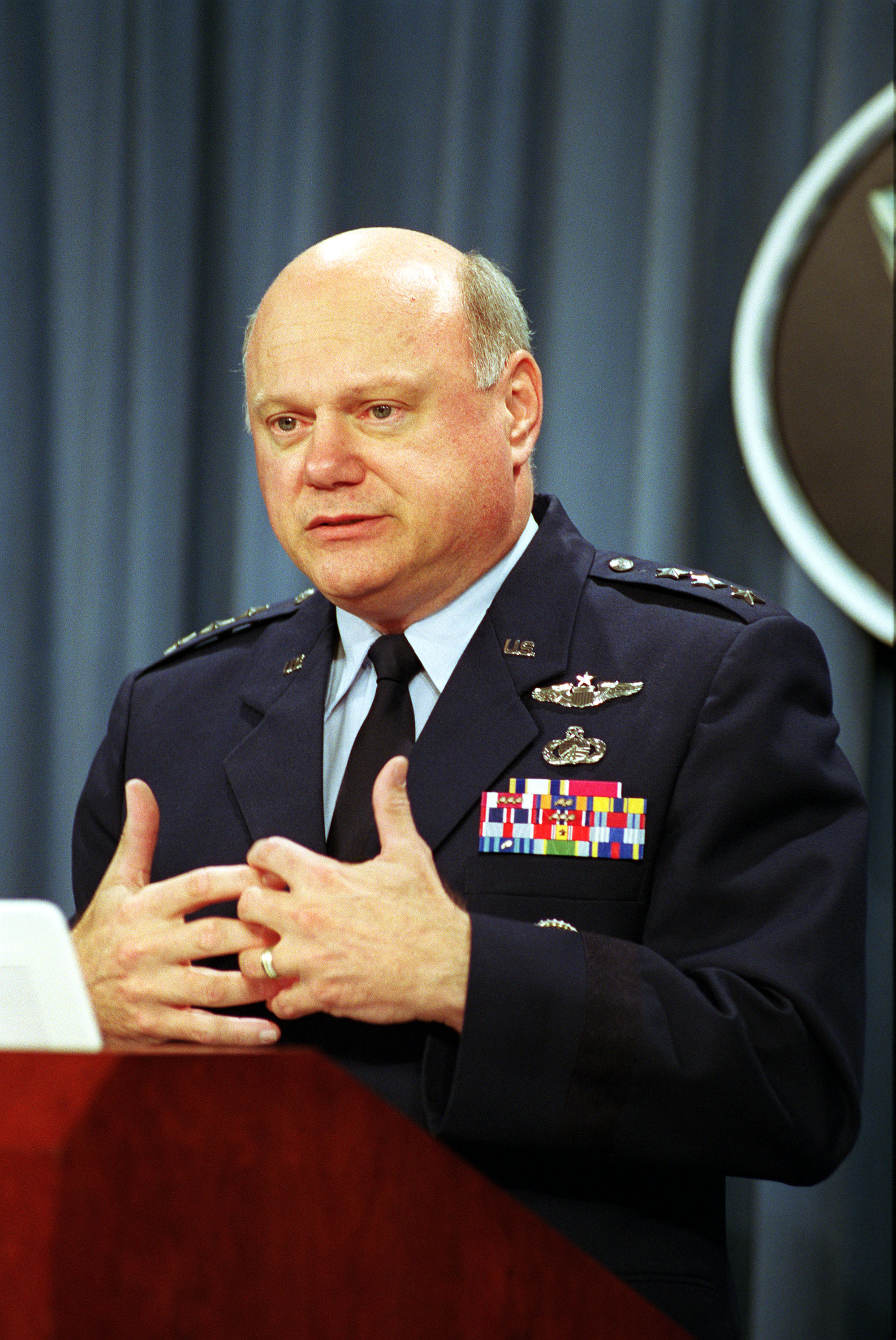
رونالد ت. كاديش
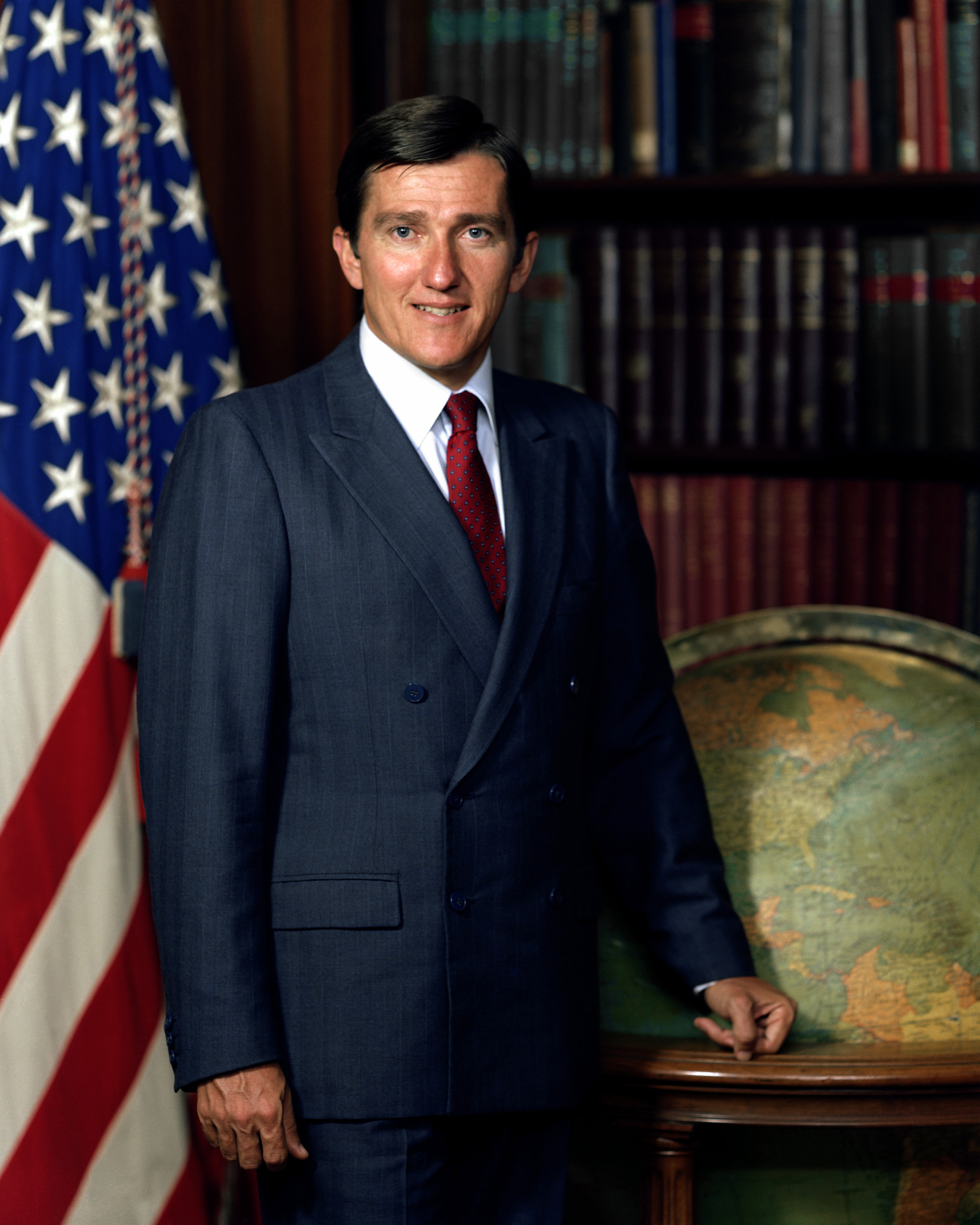
جون ليمان
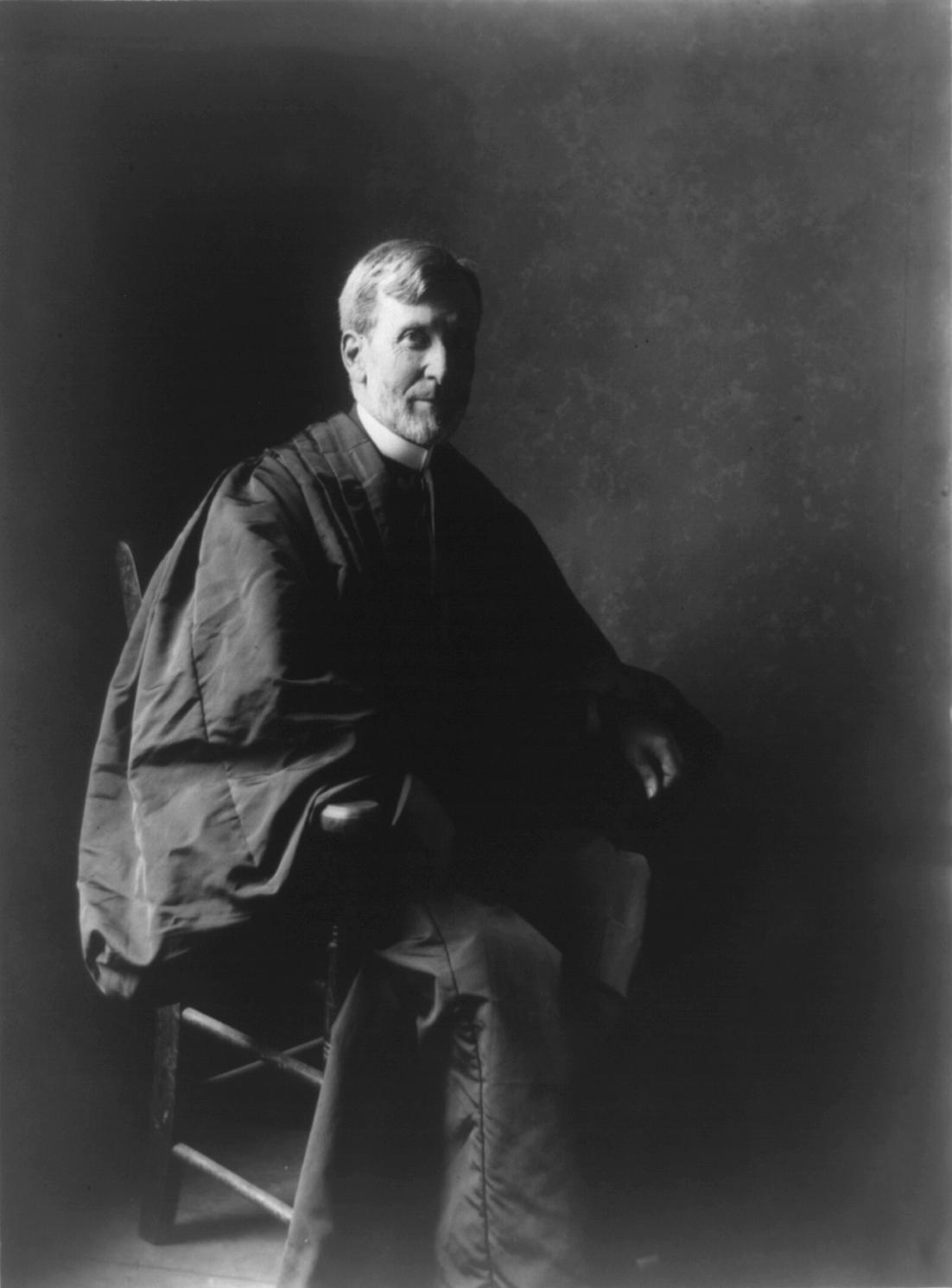
جوزيف ماكينا
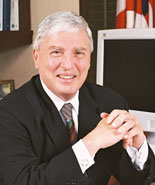
أندرو فون إشنباخ  [لغات أخرى]‏
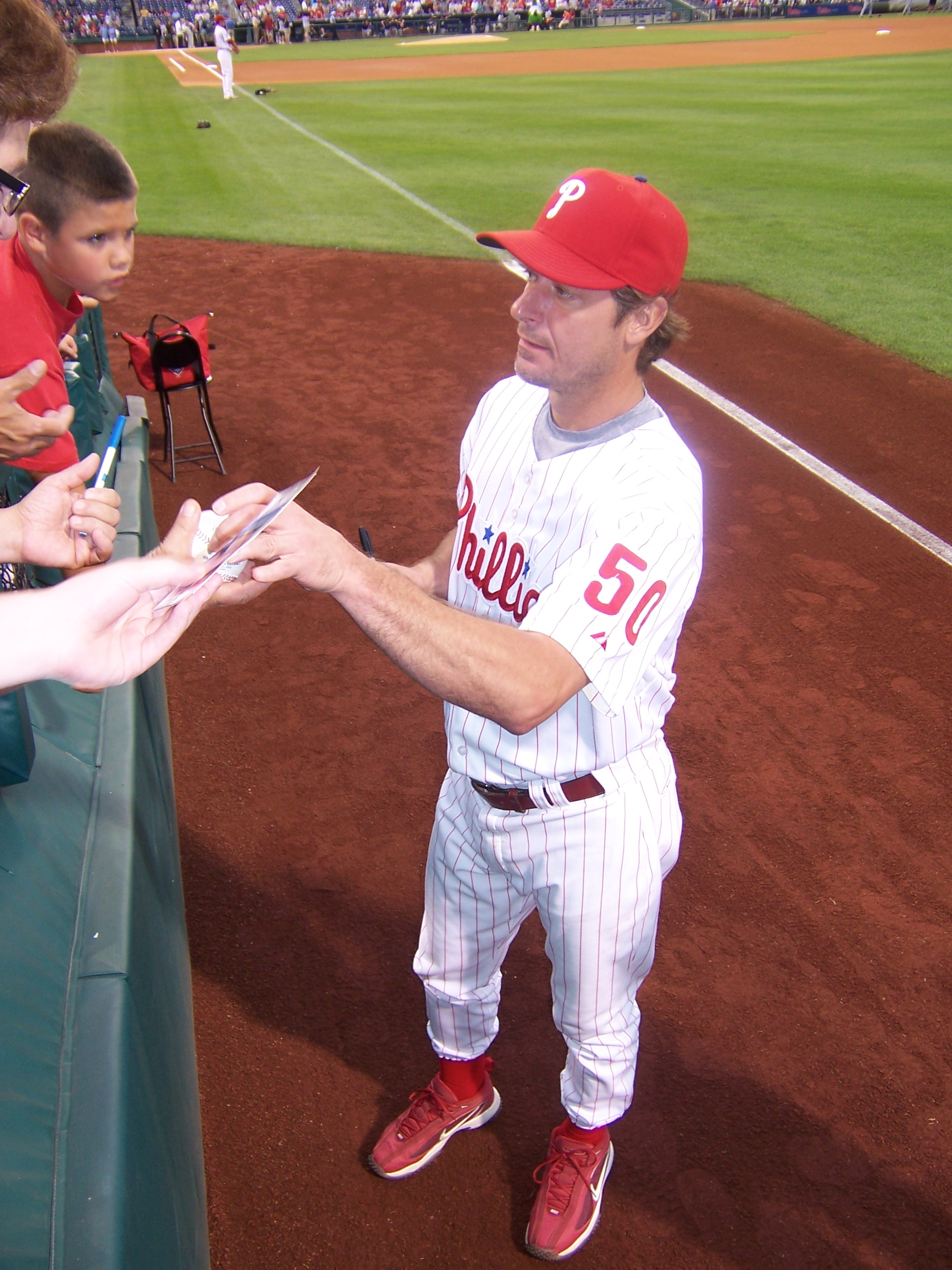
جيمي موير  [لغات أخرى]‏
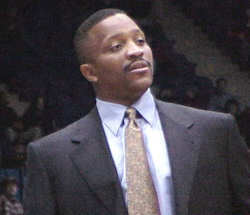
بروزر فلينت  [لغات أخرى]‏
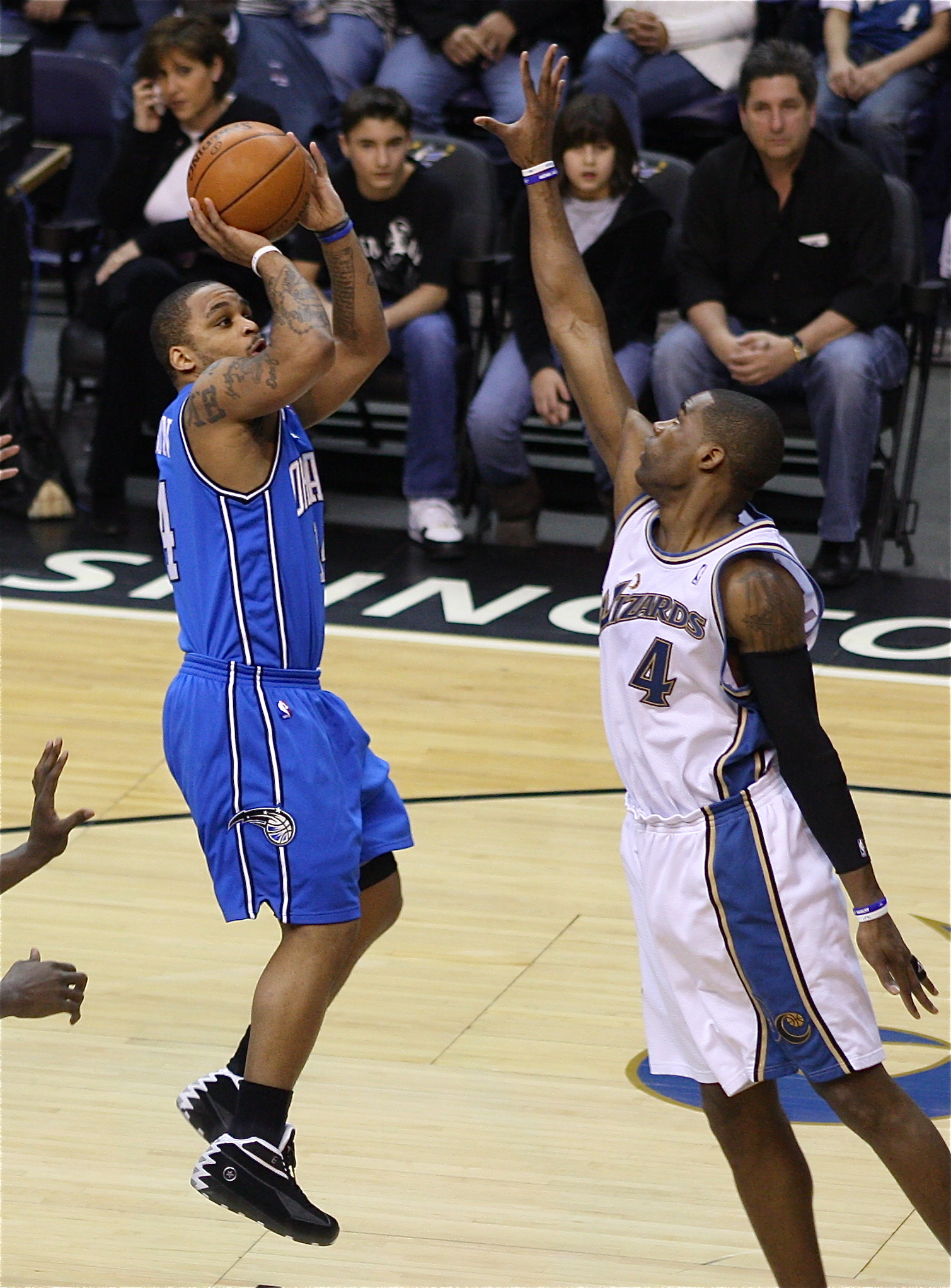
جمير نيلسون
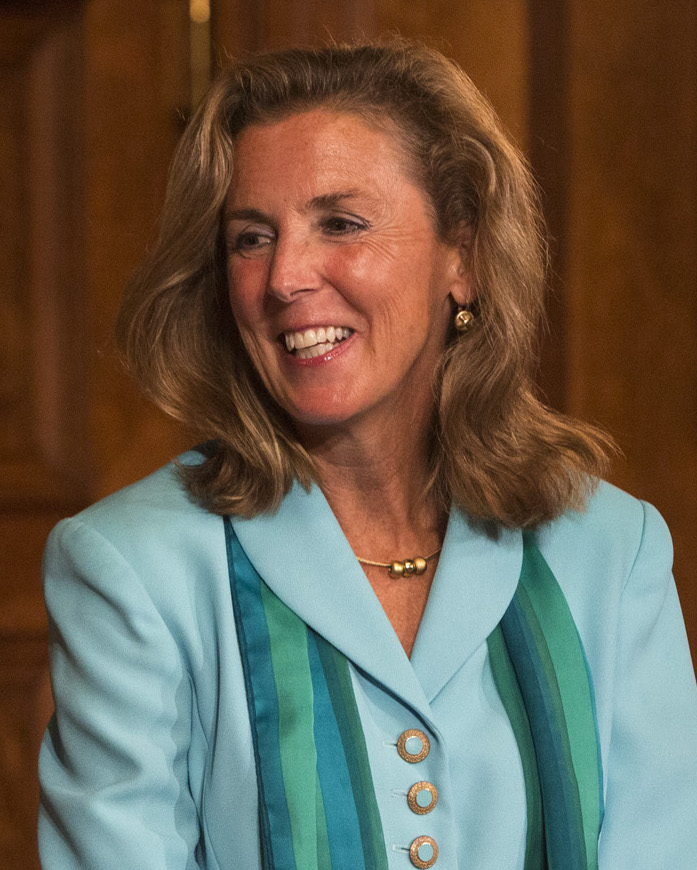
كاتي ماكجينتي  [لغات أخرى]‏

## روابط خارجية
- الموقع الرسمي
- موقع ويب سانت جوزيف لألعاب القوى